# کوروبیتس
کوروبیتس (به لهستانی:  Korobiec) یک روستا در لهستان است که در گمینا سوواوکی واقع شده‌است.